# Ronan Hardiman
 (août 2020).
Si vous disposez d'ouvrages ou d'articles de référence ou si vous connaissez des sites web de qualité traitant du thème abordé ici, merci de compléter l'article en donnant les références utiles à sa vérifiabilité et en les liant à la section « Notes et références ».
 (août 2020).
Pour les articles homonymes, voir Hardiman.
Ronan Hardiman (né le 19 mai 1961 à Dublin, Irlande) est un compositeur irlandais, rendu célèbre par ses bandes musicales des spectacles de danse de Michael Flatley,  Lord of the Dance, Feet of Flames and Celtic Tiger Live.

## Biographie
Hardiman est né à Dublin, en Irlande, le 19 mai 1961. Son père était un cadre de la radiodiffusion irlandaise. Enfant, Hardiman écoutait du rock 'n' roll et de la musique pop. Il a 3 sœurs et 1 frère, et ils jouent tous d'instruments de musique traditionnels. Il a fréquenté l'école allemande de St. Kilian's et la Royal Academy of Music.
Durant les années 1970-1980, il a travaillé à la Bank of Ireland pendant près de vingt ans et jouait de temps en temps avec quelques groupes locaux. Il était l'un des plus prolifiques et talentueux compositeurs de musiques de films irlandais et de musiques de séries télévisées. Pour les films, Hardiman commença à devenir célèbre pour sa participation au film My Friend Joe en 1996, film qui fut récompensé comme meilleur film pour enfants à la Berlinale. Toujours en 1996, Hardiman fut contacté par Michael Flatley ; leur collaboration pour la bande son du spectacle Lord of the Dance devint un hit international. En 2000, avec la sortie de Anthem, une nouvelle influence pop se dessinait sur fond de musique irlandaise. La musique Ancient Lands, tirée de l'album Anthem, fut par ailleurs utilisée lors des Jeux olympiques d'hiver de 2002 par le patineur Aleksey Yagudin dans son programme Overcome.

## Discographie
- Celtic Classics 1 (1993)
- Celtic Classics 2 (1996)
- Lord of the Dance (1996)
- Les Amants de la Mer (1998)
- Solas (1998)
- Anthem (2000)
- Feet of Flames (2001)
- Celtic Tiger Live (2006)